# Carl Wilhelm Heinrich von Lyncker

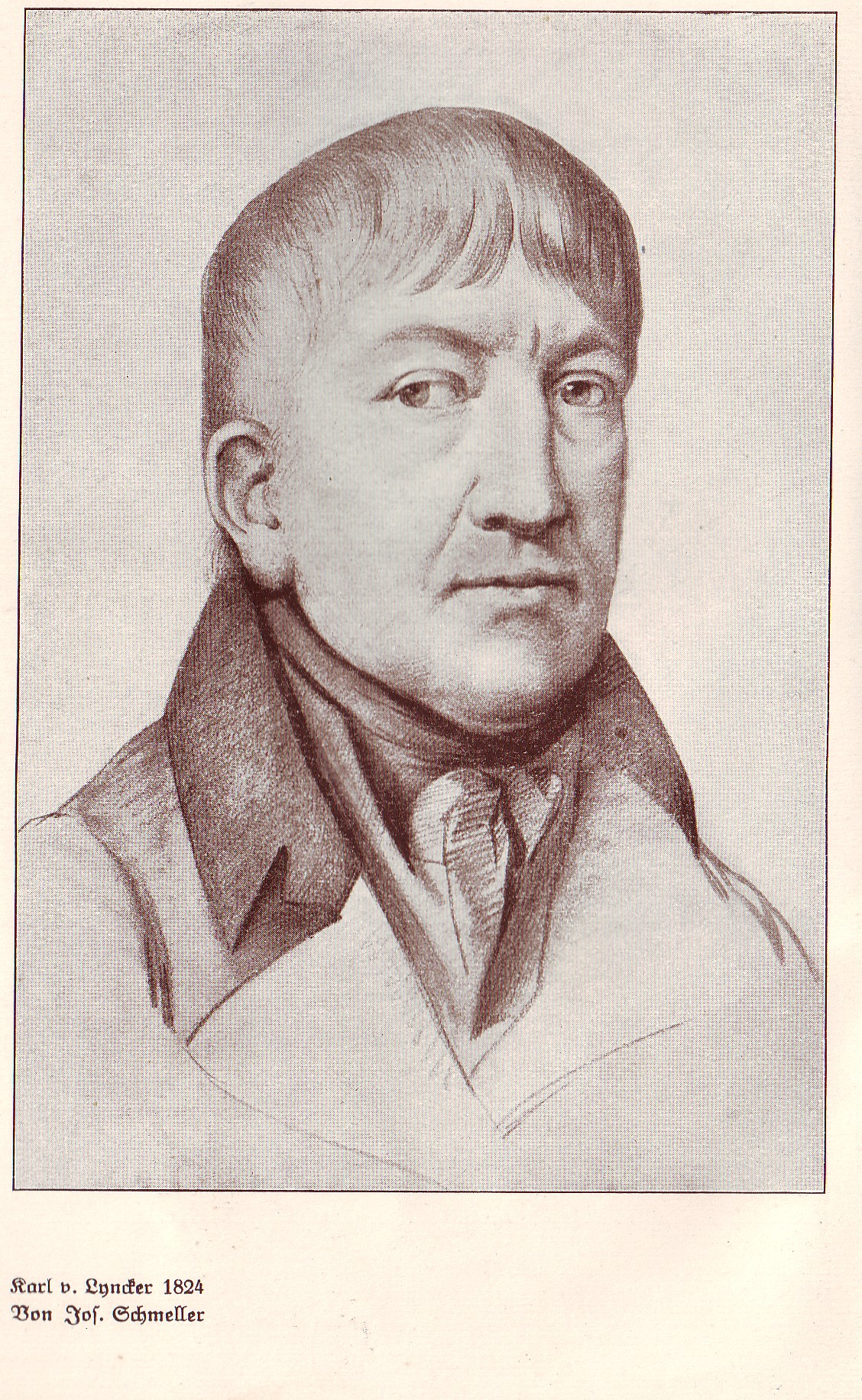
Bildnis C.W.H. von Lyncker von Johann Joseph Schmeller 1824

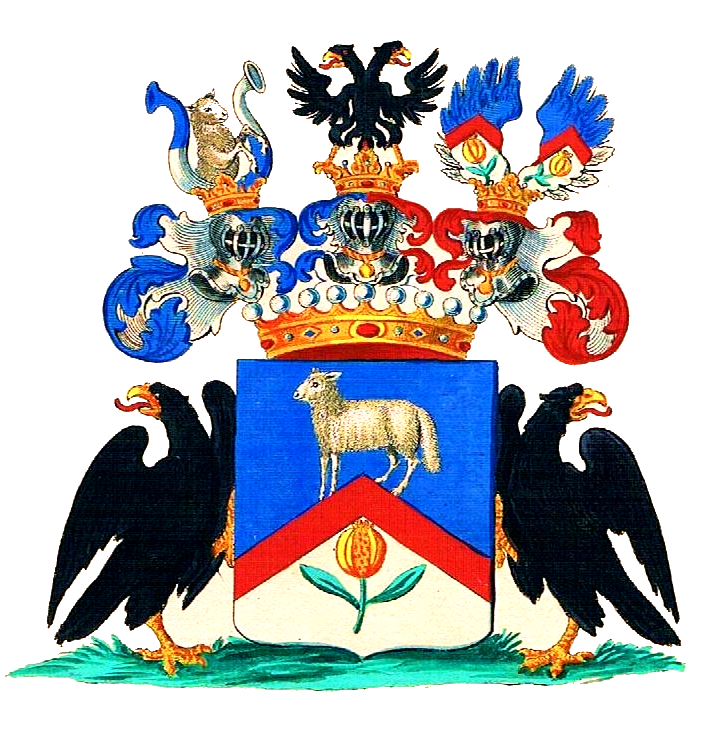
Wappen der Grafen von Linker

Carl Wilhelm Heinrich Freiherr von Lyncker (* 18. Januar 1767 in Flurstedt; † 31. Januar 1843 in Weimar) war Landrat in Jena.

## Leben
Lyncker wurde am 18. Januar 1767 als Sohn von Carl Friedrich Ernst von Lyncker (1726–1801) geboren. Nach dem Tod seines Großvaters, Wilhelm Ernst Christian von Lyncker (1685–1750) fielen an ihn durch Mitbelehnschaft von Denstedt, die Güter Flurstedt unweit von Apolda und Kötschau (Großschwabhausen) zwischen Weimar und Jena. Lyncker war das siebte Kind. Die Geburt sicherte diesem Zweig der Lynckers den dynastischen Fortbestand und war daher von außerordentlicher Bedeutung für diese Adelsfamilie.
Lyncker lernte Goethe bereits im Alter von acht Jahren kennen, mit dem er später eng befreundet gewesen war, ebenso den Weimarer Hof, wo er in den Jahren 1780 bis 1784 Hofpage gewesen war.
Im Jahr 1783 begann er in Jena das Studium der Rechtswissenschaft, begann aber nach dem Studium eine militärische Laufbahn. Im Jahr 1787 trat er zunächst in preußische Dienste, um 1792 in schwarzburgisch-rudolstädtische Dienste zu wechseln, wo er den Rang eines Hauptmanns erreichte, 1797 den eines Majors. 1807 beendete er die militärische Laufbahn. Er wurde Geheimer Kammerrat verbunden mit einer Pension und freier Wohnung im Rudolstädter Stadtschloss Ludwigsburg. Zudem bekam er von Carl August von Sachsen-Weimar-Eisenach (1757–1828) die Ernennung zum Landrat des Bezirks Jena verbunden mit einem Jahresgehalt von 300 Talern, was nicht gering bemessen war. Im Jahr 1815 erfolgte durch Carl August seine Ernennung zum Obristen und 1816 zum Ritter des Weißen Falkenordens. Ab 1817 war er Mitglied im Landtag von Sachsen-Weimar-Eisenach für den Stand der Rittergutsbesitzer im Weimarischen Kreis.
Lyncker wohnte zeitweilig in Rudolstadt, in Weimar, zog 1818 nach Jena, wo er Goethe und Karl Ludwig von Knebel in dessen Haus oft begegnet war. Zehn Jahre später zog Lyncker auf das Familiengut Kötschau, welches er 1838 verkaufte und in sein kleines Herrenhaus „Linkers Hof“ am Fuße des kleinen Ettersberges gelegen zog, zu Denstedt gehörig. Er starb am 30. Januar 1843 in Weimar und wurde in Rudolstadt begraben.

## Literarischer Nachlass
Lynckers Aufzeichnungen sind eine wichtige Quelle zu der Geschichte des Weimarer Hofes zur Goethezeit. Wie er selbst im Vorwort mitteilt, schrieb er nicht nur seine eigenen Erinnerungen auf, sondern auch Dinge, von denen er durch Hörensagen Kenntnis erlangte, was besonders Einschätzungen über Personen betraf. Das geschah auf Befehl von Carl Friedrich (Sachsen-Weimar-Eisenach). Wie er seinen Militärdienst in preußischen Diensten wahrgenommen hatte, hinterließ er im Jahr 1841 in Form einer gereimten Darstellung der Stadt Neisse, ihrer Garnison und ihres Festungsdienstes der Jahre 1786 bis 1789. Marie Scheller als seine Großnichte gab 1912 seine Erinnerungen zum ersten Mal heraus. Das Vorwort und die Erläuterungen schrieb hierzu Wilhelm Bode. Jürgen Lauchner besorgte 1997 eine vollständige Herausgabe des Nachlasses von Lyncker, welches er mit einem Nachwort begleitete, welches bereits als eine kleine Monographie gelten kann. Allerdings sind keine der wertvollen Abbildungen, die 1912 in der Schellerschen Ausgabe enthalten sind, in die von Lauchner übernommenen worden.